# Pange lingua (Venantius Fortunatus)
Das Pange lingua „Besinge, Zunge“ des Venantius Fortunatus ist ein lateinischer Hymnus; er trägt den Titel In Honorem sanctae Crucis „Zu Ehren des heiligen Kreuzes“. Bei Kreuzfesten und während der Karwoche ist er Bestandteil des Stundengebets der Kirche. Feierlich gesungen wird er bei der Kreuzverehrung während der Liturgie am Karfreitag.
Die vollklingenden packenden Anfangsworte Pange lingua kehren in etwa 100 späteren Hymnen wieder, so auch im eucharistischen Hymnus Pange lingua von Thomas von Aquin. Dieser ließ sich auch hinsichtlich Strophenform und inhaltlichem Aufbau vom Pange lingua des Venantius Fortunatus inspirieren.
Das Pange lingua des Venantius Fortunatus hat zehn Strophen bestehend aus drei trochäischen Tetrametern. Diese werden heute oft auf zwei Zeilen aufgeteilt, sodass sechszeilige Strophen entstehen.
Eine besondere Bekanntheit hat die achte Strophe. Sie beinhaltet das Gedicht Crux fidelis, das als Hymnus der Karmette oft auch selbstständig vertont worden ist, so etwa von Anton Bruckner, von Franz Liszt in seiner sinfonischen Dichtung „Hunnenschlacht“ und in der Lukas-Passion von Krzysztof Penderecki. In der Karfreitagsliturgie wird es als Kehrvers im Wechsel mit dem Dulce lignum, dem dritten Vers der achten Strophe, gesungen.

## Geschichte
Venantius Fortunatus verfasste den Hymnus Pange lingua um 569 oder 570 n. Chr. anlässlich der Schenkung einer Kreuzpartikel durch den oströmischen Kaiser Justin II. an die heilige Königin Radegundis in Poitiers für deren Kloster.
Vom 9./10. Jahrhundert an wurde der Hymnus allmählich ständiges Kleinod im benediktinischen und römischen Stundengebet der Passionszeit, der beiden Kreuzfeste und namentlich bei der liturgischen Kreuzverehrung des Karfreitags; hierfür ist er auch im Lateran-Ritus um 1140 bezeugt. Gleiche Verwendung fand er im mozarabischen Karfreitagsgottesdienst.
Die echte alte Textgestalt wurde unter Papst Urban VIII. erheblich verändert, jedoch unter Pius X. mit nur noch wenigen Änderungen, die aber zum Teil das Versmaß verletzen, für das römische Graduale zurückgewonnen. Unter Paul VI. wurde der Text im Graduale Romanum von 1973/1979 weiter, aber noch nicht vollständig an den Urtext angepasst, in dem bildhafte Gedanken und zarte Stimmung vorherrschen.

## Lateinischer Original-Text mit wörtlicher Übersetzung
Es folgt der Original-Text des Pange lingua von Venantius Fortunatus, wie ihn die Quellenforscher Dreves und Blume wiedergegeben haben. Beigefügt ist eine wörtliche Übersetzung. Eine gereimte Übertragung (Von dem lorbeerreichen Streite) steht z. B. in der 1963 erschienenen lateinisch-deutschen Ausgabe des Römischen Messbuches von 1962.
| Lateinischer Original-Text von Venantius Fortunatus In honore Sanctae Crucis | Wörtliche Übersetzung Zu Ehren des Heiligen Kreuzes |
| --- | --- |
| Pange, lingua, gloriosi proelium certaminis Et super crucis tropaeo dic triumphum nobilem, Qualiter redemptor orbis immolatus vicerit. De parentis protoplasti fraude factor condolens, Quando pomi noxialis morte morsu corruit, Ipse lignum tunc notavit, damna lign[i] ut solveret. Hoc opus nostrae salutis ordo depoposcerat, Multiformis perditoris art[e] ut artem falleret Et medelam ferret inde, hostis unde laeserat. Quando venit ergo sacri plenitudo temporis, Missus est ab arce patris natus orbis conditor Atque ventre virginali carne factus prodiit. Vagit infans inter arta conditus praesaepia, Membra pannis involuta virgo mater adligat, Et pedes manusque, crura stricta pingit fascia. Lustra sex qui iam peracta tempus implens corporis, Se volente, natus ad hoc, passioni deditus, Agnus in crucis levatur immolandus stipite. Hic acetum, fel, arundo, sputa, clavi, lancea; Mite corpus perforatur; sanguis, unda profluit, Terra, pontus, astra, mundus quo lavantur flumine. Crux fidelis, inter omnes arbor una nobilis, Nulla talem silva profert flore, fronde, germine, Dulce lignum dulce clavo dulce pondus sustinens. Flecte ramos, arbor alta, tensa laxa viscera, Et rigor lentescat ille, quem dedit nativitas, Ut superni membra regis mite tendas stipite. Sola digna tu fuisti ferre pretium saeculi Atque portum praeparare nauta mundo naufrago, Quem sacer cruor perunxit fusus agni corpore. (Eckig eingeklammerte Vokale elidieren. Zu Str. 10: "pretium" ist zweisilbig zu sprechen: "pret-jum".) | Besinge, Zunge, den Kampf des glorreichen Wettstreits und verkünde den edlen Triumphgesang auf das Siegeszeichen des Kreuzes, wie der Erlöser der Welt, selbst geopfert, den Sieg errang. Aus Mitleid über den Betrug am erstgeformten Vater bezeichnete der Schöpfer schon damals, als der durch den Biss in die verderbliche Frucht in den Tod stürzte, selbst das Holz, das einst die Sühne für das Holz leisten sollte. Dieses Werk unseres Heils hatte der göttliche Plan gefordert, dass er mit Kunst die Künste des vielgestaltigen Verderbers täusche und von da ein Heilmittel bringe, von wo der Feind die Verletzung beigebracht hatte. Als also die Fülle der heiligen Zeit kam, ward geschickt von der Burg des Vaters, geboren der Gründer des Erdkreises, und Fleisch geworden ging er aus dem Leib der Jungfrau hervor. Er quäkt als Kind, geborgen in der engen Krippe, die Glieder, in Windeln gehüllt, verbindet die jungfräuliche Mutter, und Füße, Hände, Beine zeichnet die straffe Binde. Als er nun, dreißig Jahre alt, die Zeit seines körperlichen Lebens erfüllte, wurde er, nach eigenem Willen, dazu geboren, dem Leiden geweiht als Opferlamm am Stamm des Kreuzes erhoben. Hier fand er Essig, Galle, Stock, Spucke, Nägel, die Lanze; sein sanfter Leib wird durchbohrt, Blut und Wasser fließt heraus, ein Strom, mit dem Land, Meer, Sterne, die ganze Welt gereinigt werden. Treues Kreuz, du einzig edler unter allen Bäumen, kein Wald bringt einen hervor, der von solcher Art ist an Blüten, an Laub, an Sprossen, du liebliches Holz, hältst mit lieblichem Nagel die liebliche Last. Beuge deine Zweige, hoher Baum, lockere deine ausgestreckten Glieder, und nachlassen soll die Starre, die deine Herkunft dir gab, damit du die Glieder des höchsten Königs mit mildem Stamm ausspannst. Du allein warst würdig, die Erlösung der Welt zu tragen und der schiffbrüchigen Welt einen Hafen zu richten als Seemann, du, den das heilige Blut tränkte, vergossen von des Lammes Leib. (Zu Str. 6: ein "lustrum" entspricht einem Zeitraum von 5 Jahren; 6 lustra = 30 Jahre.) |

## Versmaß des Hymnus
Der Hymnus Pange lingua von Venantius Fortunatus hat rasch und kraftvoll schreitenden Rhythmus, der durch das Versmaß ermöglicht wird. Es handelt sich um einen katalektischen trochäischen Tetrameter, katalektisch deswegen, weil das letzte der vier Metren nicht mehr vollständig ist; ihm fehlt eine Silbe. Nach zwei Metren (d. h. nach vier Versfüßen oder acht Silben) haben trochäische Tetrameter-Verse eine feste Zäsur, an der stets ein Wort endet, weswegen sie heute oft zweizeilig geschrieben werden. In metrischer Notation:
—◡—◡ˌ—◡—— ‖ —◡——ˌ—◡—
Dabei wurde, dem Beispiel Vergils bei Zäsuren in Hexametern folgend, zum Beispiel im dritten Vers der ersten Strophe (Qualiter redemptor orbis immolatus vicerit) die Silbe bis von orbis lang gemessen. Sie liegt nämlich am Ende der Zäsur und bleibt deswegen mit einem Konsonanten geschlossen. Nur wenn nach orbis keine Sprechpause wäre, würde man ...-re-demp-to-ror-bi-sim-mo-la-tus-... sagen, wodurch die Silbe dann bi hieße und kurz wäre. Wegen der Zäsur nach orbis spricht man aber: ...-re-demp-to-ror-bis || im-mo-la-tus-...; die Silbe bis bleibt also geschlossen und somit lang.
Die aus drei Versen oder auch sechs Zeilen bestehenden Strophen unterscheiden sich dann äußerlich nicht von den Strophen des eucharistischen Hymnus Pange lingua von Thomas von Aquin. Thomas von Aquin hat jedoch seine trochäischen Verse in akzentuierender Metrik geschrieben, da diese im Hoch- und Spätmittelalter vorherrschend war, während Venantius Fortunatus, der in der zweiten Hälfte des sechsten Jahrhunderts gelebt hat, noch der in Antike und Frühmittelalter üblichen quantitierenden Dichtung verbunden war.

## Liturgischer Gebrauch

### Textbearbeitung
Der Original-Text war lange Zeit nicht nur kleineren, sondern zum Teil auch größeren liturgischen Änderungen unterworfen, die in den Liber Usualis, in ältere Ausgaben des Graduale Romanum sowie in ältere Messbücher eingegangen sind. Zu Letzteren gehört auch das Missale Romanum von 1962, das durch das Motu proprio Summorum pontificum wieder in öffentlichen Gebrauch gekommen ist. Im Liber Usualis sowie in älteren Messbüchern fällt einem insbesondere die Ersetzung des proelium (Gefecht, Kampf) durch lauream (den Lorbeerbaum) ins Auge, da es erst das vierte Wort des Hymnus ist.
Die aktuelle Ausgabe des Graduale Romanum ist in vielen Punkten wieder zum Original-Text des Venantius Fortunatus zurückgekehrt. Die noch verbleibenden Änderungen fallen kaum auf. Sie beziehen sich zum Teil nur auf Schreibweise oder Grammatik, wobei oft das Versmaß missachtet wird. Teils aber ändert sich die Bedeutung, worunter die Poesie leidet (etwa bei cingit (er / sie / es umschnürt) anstatt des poetischen pingit (er / sie / es zeichnet), welches besagt, dass die straffe Binde in Form einer Hülle Füße, Arme und Beine des Kindes in der Krippe nachbildet; das Gedicht verehrt die Binde als eine Art Jesus-Skulptur).
Die Änderungen im Einzelnen:
- Strophe 1, Vers 1: praelium statt proelium (Schreibweise)
- Strophe 3, Vers 2: proditoris (des Verräters) statt perditoris (des Verderbers)
- Strophe 5, Vers 1: arcta statt arta (Schreibweise)
- Strophe 5, Vers 1: praesepia statt praesaepia (Schreibweise)
- Strophe 5, Vers 2: alligat statt adligat (Schreibweise mit bzw. ohne Konsonanten-Assimilation)
- Strophe 5, Vers 3: et manus pedesqu[e] et crura (sowohl Hände als auch Füße und Beine) statt et pedes manusque, crura (sowohl Füße als auch Hände, Beine); durch das vor crura hinzugefügte et wird die Silbe qu[e]et gelängt und dabei das Versmaß verletzt.
- Strophe 5, Vers 3: cingit (er / sie / es umgibt, umgürtet, umschnürt) statt pingit (er / sie / es zeichnet)
- Strophe 7, Vers 1: en (siehe) statt hic (hier)
- Strophe 7, Vers 2: unde (woraus) statt unda (Welle, Woge, Wasser)
- Strophe 8, Vers 2: fronde, flore (an Laub, an Blüte) statt flore, fronde (an Blüte, an Laub)
- Strophe 9, Vers 3: miti statt mite (klassischer Ablativ von mitis, -e (mild) unter Missachtung des Versmaßes, da die Silbe ti lang statt, wie te, kurz ist)
- Strophe 10, Vers 1: saecli pretium statt pretium saeculi (pretium (Preis) wird dadurch dreisilbig: pre-ti-um; dabei wird das Versmaß missachtet, denn die erste Silbe, pre, ist nun kurz; positionslang war dagegen die erste Silbe, pret, des zweisilbigen Wortes pret-ium = pret-jum)

### Crux fidelisundDulce lignum
Bei der Kreuzverehrung am Karfreitag kommt der achten Strophe eine ausgezeichnete Bedeutung zu. Sie wird in zwei Teile, das Crux fidelis und das Dulce lignum, unterteilt, die abwechselnd als Kehrverse gesungen werden. Dabei beinhaltet das Crux fidelis nur die ersten zwei Verse (oft auch vierzeilig geschrieben) der achten Strophe, das Dulce lignum den letzten Vers dieser Strophe.
| Liturgischer Text nach dem Graduale Romanum (1973/79)                                                                                            | Wörtliche Übersetzung |
| --- | --- |
| Crux fidelis, inter omnes arbor una nobilis, Nulla talem silva profert fronde, flore, germine, Dulce lignum, dulce clavo dulce pondus sustinens. | Treues Kreuz, du einzig edler unter allen Bäumen, kein Wald bringt einen hervor, der von solcher Art ist an Laub, an Blüten, an Sprossen. Du liebliches Holz, hältst mit lieblichem Nagel die liebliche Last. |

Meist aber versteht man unter dem Titel Crux fidelis die gesamte achte Strophe einschließlich des Dulce lignum. Sie ist als Hymnus der Karmette oft auch selbstständig vertont worden, so etwa von Anton Bruckner und in der Lukas-Passion (Penderecki). Der Text zu solchen Vertonungen stammt dabei aus älteren liturgischen Versionen. Am bekanntesten ist diejenige, die unter Papst Pius X. ins Graduale Romanum gelangt ist. Diese wurde ebenso in den Liber Usualis aufgenommen, wo sie heute noch steht, denn der Liber Usualis wurde 1964 das letzte Mal herausgegeben, hat also die Neufassung von 1973 unter Papst Paul VI. nicht mehr erlebt.
Während die oben zitierte aktuelle liturgische Version des Crux fidelis und Dulce lignum sich nur durch das Vertauschen der Worte flore und fronde von der Original-Version unterscheidet, war der liturgische Text seit Pius X., der in den Ausgaben des Graduale Romanum vor 1973 sowie im Liber Usualis zu finden ist, noch von weiteren Abweichungen vom Urtext erfasst:
- Nulla silva talem profert statt Nulla talem silva profert: Das hatte den Vers leichter verständlich gemacht; nulla bezieht sich nämlich auf silva (nulla silva = kein Wald). Jedoch war dabei das quantitierend-trochäische Versmaß verletzt; die sechste Silbe des Verses, lem von talem, ist nämlich lang, müsste aber als zweite Silbe im zweiten trochäischen Metrum kurz sein.
- dulces clavos (liebliche Nägel im Akkusativ) statt dulce clavo (mit lieblichem Nagel): Damit war der Ablativ "dulce" von dulcis, -e entfernt, denn dieser endet eigentlich mit dem langen -i, nicht mit dem kurzen -e wie bei entsprechenden Substantiven, die der konsonantischen Deklination genügen. Die Endung mit dem kurzen -e (dulce) erfordert aber das Versmaß, das durch die Ersetzung durch das lange -es (dulces) wieder an der sechsten Silbe des Verses missachtet war.
- sustinet (er / sie / es hält, hält aus) statt sustinens (haltend, aushaltend): Durch das Verb anstelle des Partizips war das als Kehrvers gesungene Dulce lignum zu einem Hauptsatz geworden.

Wenn auch die frühere liturgische Fassung des Crux fidelis und des Dulce lignum das quantitierend-trochäische Versmaß verletzten, so gehorchte sie dennoch dem trochäischen Versmaß im Sinne akzentuierender Metrik, die in Hoch- und Spätmittelalter üblich war. Speziell die achte Pange-lingua-Strophe von Venantius Fortunatus ist nämlich, wie auch die zweite, vierte und siebte, trochäisch in beiderlei Hinsicht, nämlich in quantitierender wie auch in akzentuierender Metrik.

### Die Doxologie als abschließende Strophe
Sowohl bei der Kreuzverehrung am Karfreitag als auch im Stundengebet (Brevier) der Karwoche und der Kreuzfeste wird der Hymnus mit einer zusätzlichen Strophe zur Doxologie (Ehre sei dem Vater) abgeschlossen. Bei der Karfreitagsliturgie folgt ihr noch der Dulce-lignum-Kehrvers. Im Stundengebet der Karwoche dient sie als Abschluss der ersten fünf Strophen, die Bestandteil der Matutin sind, wie auch als Abschluss der Strophen 6 bis 10, die zu den Laudes gesungen werden.
Die Doxologie-Strophe ist im Graduale Romanum von 1973/79 gegenüber früheren liturgischen Versionen ziemlich stark abgewandelt. Sie folgt ebenso wie die Strophen 2, 4, 7 und 8 dem trochäischen Versmaß sowohl in quantitierender als auch in akzentuierender Metrik.
| Liturgischer Text nach dem Graduale Romanum (1973/79)                                                                        | Wörtliche Übersetzung |
| --- | --- |
| Aequa Patri Filioque, inclito Paraclito, Sempiterna sit beatae Trinitati gloria; Cuius alma nos redemit atque servat gratia. | Dem Vater und dem Sohne, dem erlauchten Beistand sei als der seligen Dreifaltigkeit gleicher immerwährender Ruhm; deren erquickende Gnade hat uns erlöst und zudem bewahrt sie uns. |

### Die liturgische Abfolge während der Karfreitagsliturgie
Im Graduale Romanum (in der aktuellen wie auch in älteren Editionen) und im Liber Usualis sowie in den Messbüchern ist zur Kreuzverehrung am Karfreitag folgender Ablauf vorgesehen:
- Der Chor singt die gesamte 8. Strophe (Crux fidelis und Dulce lignum) als Antiphon.

Im darauffolgenden Wechselgesang singt eine Seite alle anderen Strophen. Auf jede dieser Strophen antwortet die andere Seite alternierend mit dem Crux fidelis (ohne Dulce lignum) bzw. dem Dulce lignum. Im Einzelnen:
- 1. Strophe
- Crux fidelis
- 2. Strophe
- Dulce lignum
- 3. Strophe
- Crux fidelis
- 4. Strophe
- Dulce lignum
- 5. Strophe
- Crux fidelis
- 6. Strophe
- Dulce lignum
- 7. Strophe
- Crux fidelis
- 9. Strophe
- Dulce lignum
- 10. Strophe
- Crux fidelis
- Doxologie-Strophe
- Dulce lignum

Was die Melodie des Hymnus betrifft, so wurde im Graduale Novum I (Regensburg 2011) auf den Seiten 145 bis 149 erstmals diejenige Melodie restituiert, die zu den adiastematischen Neumen des Cantatoriums (Cod. 359 der Stiftsbibliothek St. Gallen), folio 100, passt.

### Die liturgische Abfolge im Stundengebet der Karwoche
Im Breviarium Romanum wird das Pange lingua des Venantius Fortunatus an Kreuzfesten und während der Karwoche in folgender Weise gebetet oder gesungen:
Zur Matutin:
- 1.–5. Strophe
- Doxologie-Strophe

Zu den Laudes:
- 6.–10. Strophe
- Doxologie-Strophe